# Scapaniaceae
Scapaniaceae es una familia de hepáticas del orden Jungermanniales. Tiene los siguientes géneros:

## Taxonomía
Scapaniaceae fue descrita por Walter Emil Friedrich August Migula y publicado en Kryptogamen-Flora von Deutschland... Moose 479. 1904.

## Géneros
Según PlantList
| - Blepharidophyllum - Clandarium - Delavayella - Diplophyllum - Douinia - Krunodiplophyllum - Macrodiplophyllum - Scapania - Scapaniella |